# Balvenie
The Balvenie (Балве́ни) — шотландская винокурня, расположенная в регионе Спейсайд, в Дафтауне. Принадлежит предприятию «Уильям Грант и сыновья».

## Продукция
Винокурня выпускает коллекцию односолодового шотландского виски — The Balvenie Single Malt Scotch Whisky.
Основными выпускаемыми продуктами являются: 12-летний DoubleWood, 15-летний Single Barrel и 21-летний Portwood. Также выпускается лимитированная линейка виски 30- и 40-летней выдержки. 
В 2023 году был представлен виски 60-летней выдержки — самый старый и самый дорогой односолодовый виски за всю историю Balvenie .

## История
Винокурня Балвени открыта в 1892 году Уильямом Грантом. Грант оставался активным сотрудником компании вплоть до своей смерти. Он умер в 1923 году в возрасте 83 лет. Балвени расположена возле винокурни Glenfiddich, рядом с замком Балвени, от которого произошло её название.
Прежние владельцы замка — семья Дугласов, состоявшая в оппозиции короля Якова Второго (известны в истории как Черные Дугласы). Среди посетителей замка был король Роберт I (также известный как Роберт Брюс), Мария Шотландская и юная леди Маргарет Дуглас. Существует легенда, что, плененный её красотой, король передал замок во владение леди Маргарет, назначив условную плату — одну красную розу в год.
В честь замка была названа построенная рядом ферма, Балвени Мейнз (Balvenie Mains). Для строительства дома на прилегающей к ферме территории (Balvenie New House) были использованы фрагменты кладки замка. 
На протяжении нескольких десятилетий здание пустовало, затем оно стало центром новой винокурни, построенной Уильямом Грантом. Производство было запущено 1 мая 1893 года.
Подвал оборудовали под склад для выдержки виски, первый этаж — в ток для соложения, а на верхнем этаже разместили хранилище ячменя, выращенного на землях фермы Балвени Мейнз.
В 1920-х годах были построены дополнительные помещения для соложения, при их строительстве использовали каменные блоки из кладки дома Балвени. Винокуры добавили перегонные кубы, сохранив прежнюю форму. Для выдержки односолодового виски использовались различные бочки. Они способствовали созданию новых вкусов. Основой всех видов виски винокурни Балвени является спирт, дистиллированный в перегонных кубах винокурни Балвени.
На данный момент винокурней владеют потомки семьи Уильяма Гранта.
Бутилирование виски было начато в 1973 году.